# Lepidostoma longiplicatum
Lepidostoma longiplicatum is een schietmot uit de familie Lepidostomatidae. De soort komt voor in het Palearctisch gebied.